# Lecanotrogus runsoricus
Lecanotrogus runsoricus är en skalbaggsart som beskrevs av Hermann Julius Kolbe 1894. Lecanotrogus runsoricus ingår i släktet Lecanotrogus och familjen Melolonthidae. Inga underarter finns listade i Catalogue of Life.